# Warzen-Spindelstrauch
Der Warzen-Spindelstrauch (Euonymus verrucosus) ist eine Pflanzenart aus der Gattung der Spindelsträucher (Euonymus) innerhalb der Familie der Spindelbaumgewächse (Celastraceae).

## Beschreibung

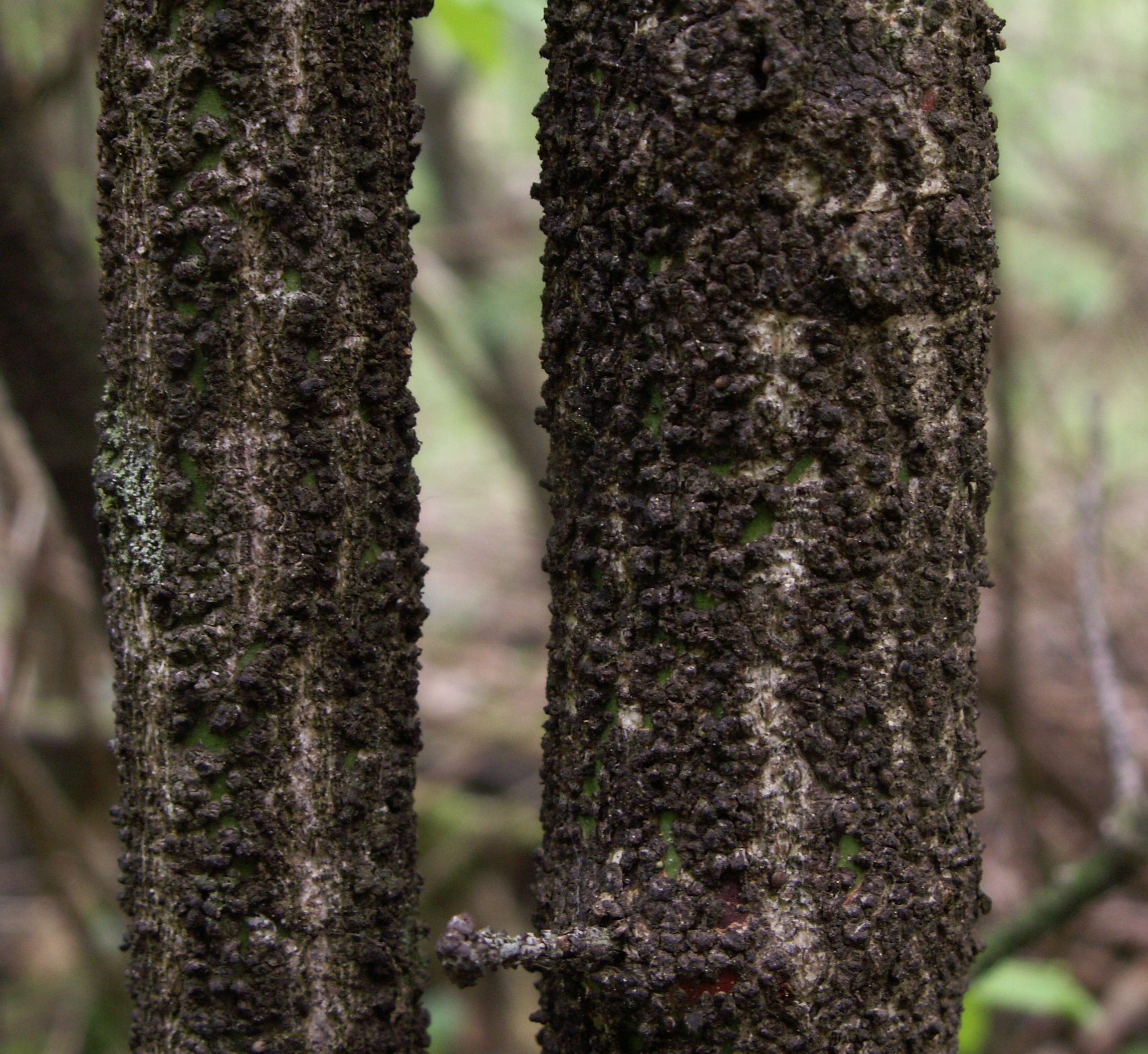
Äste mit typischen Korkwarzen

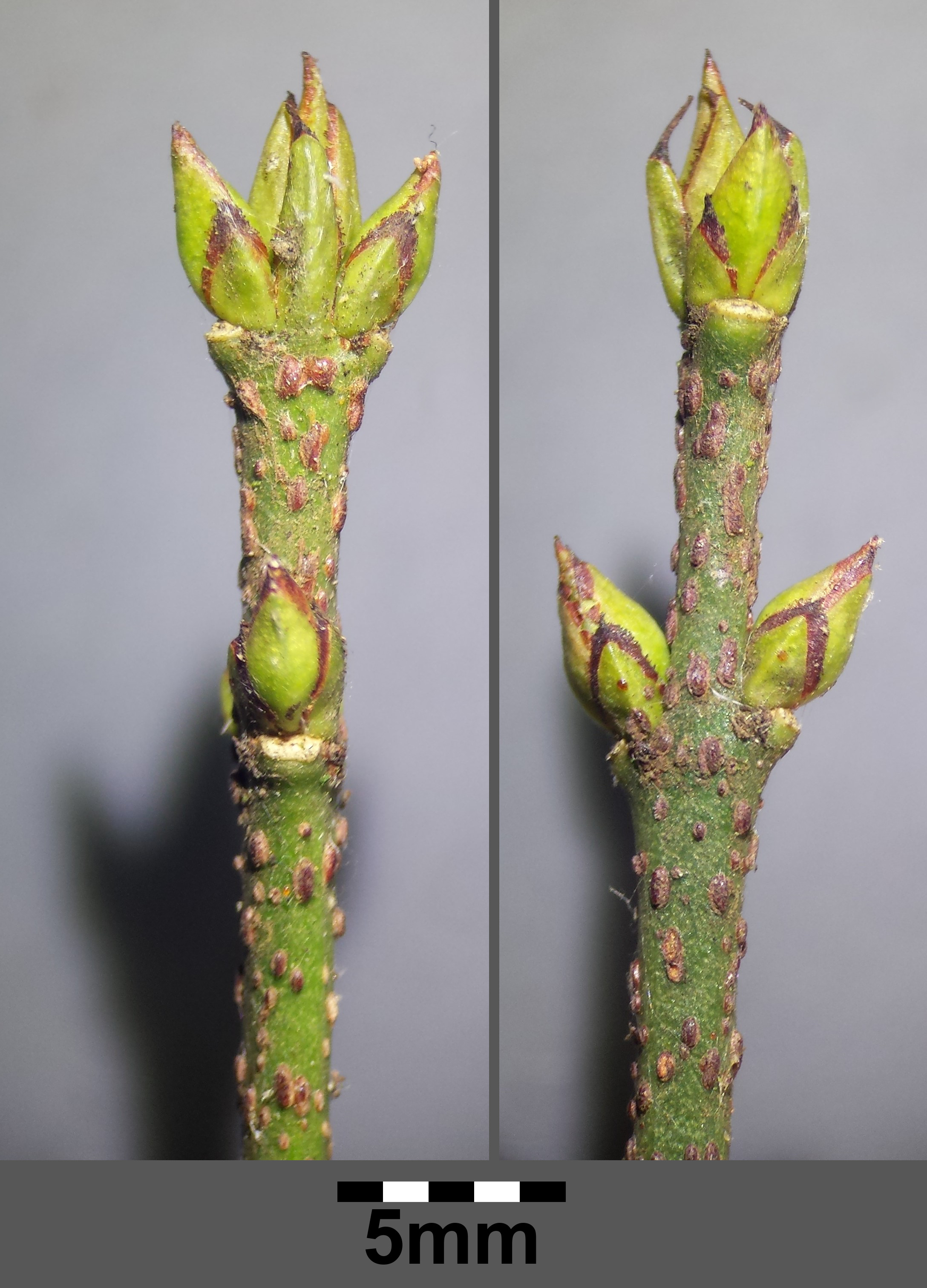
Winterknospen

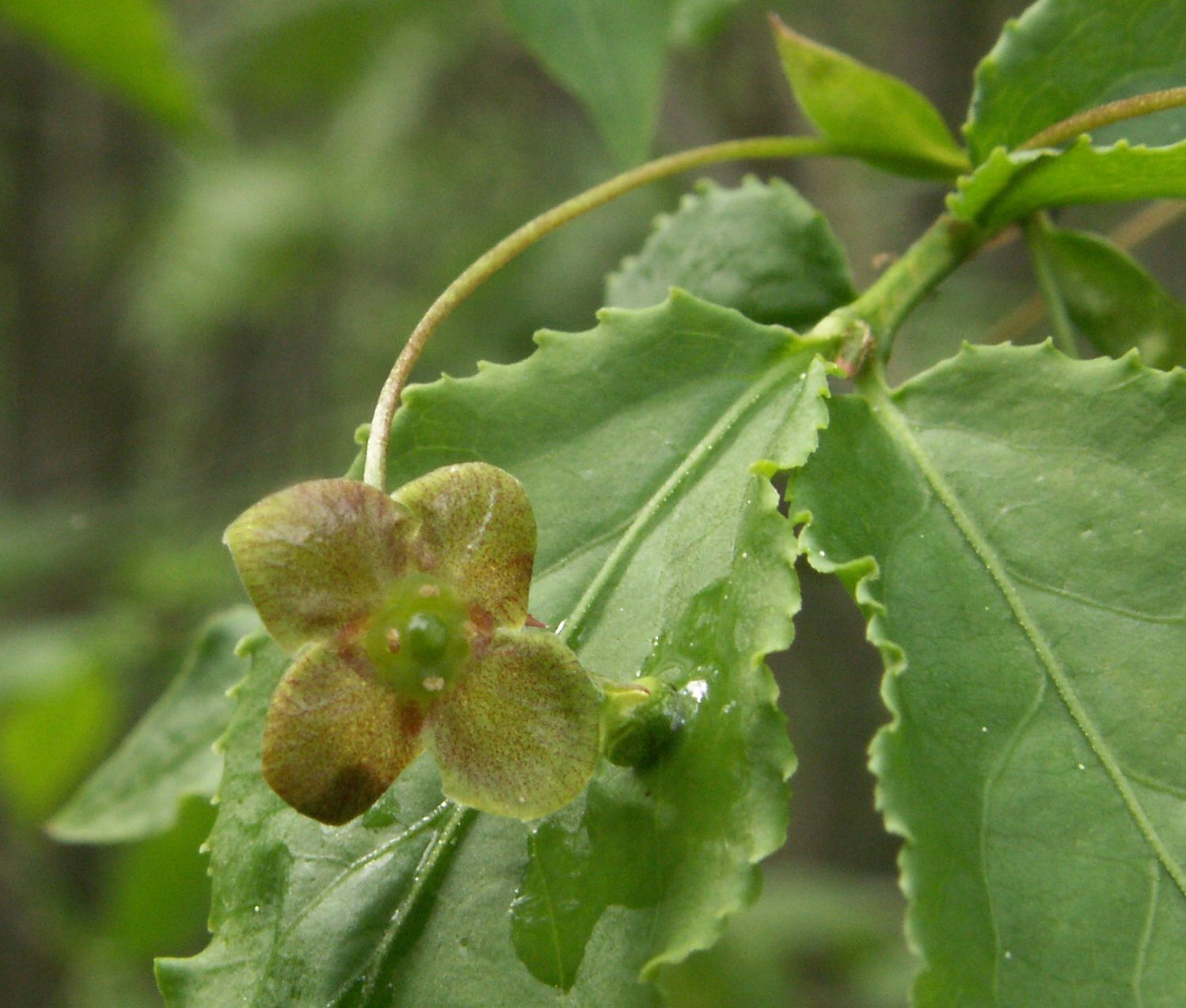
Blüte und Knospen

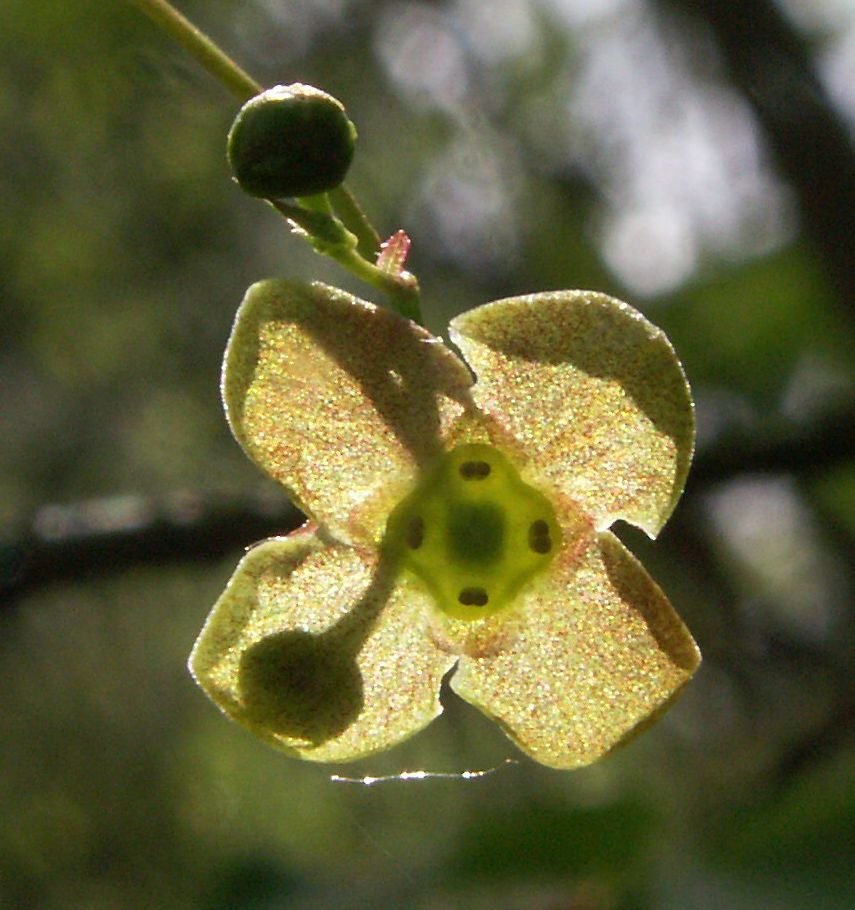
Im Gegenlicht ist der Samenansatz gut zu erkennen

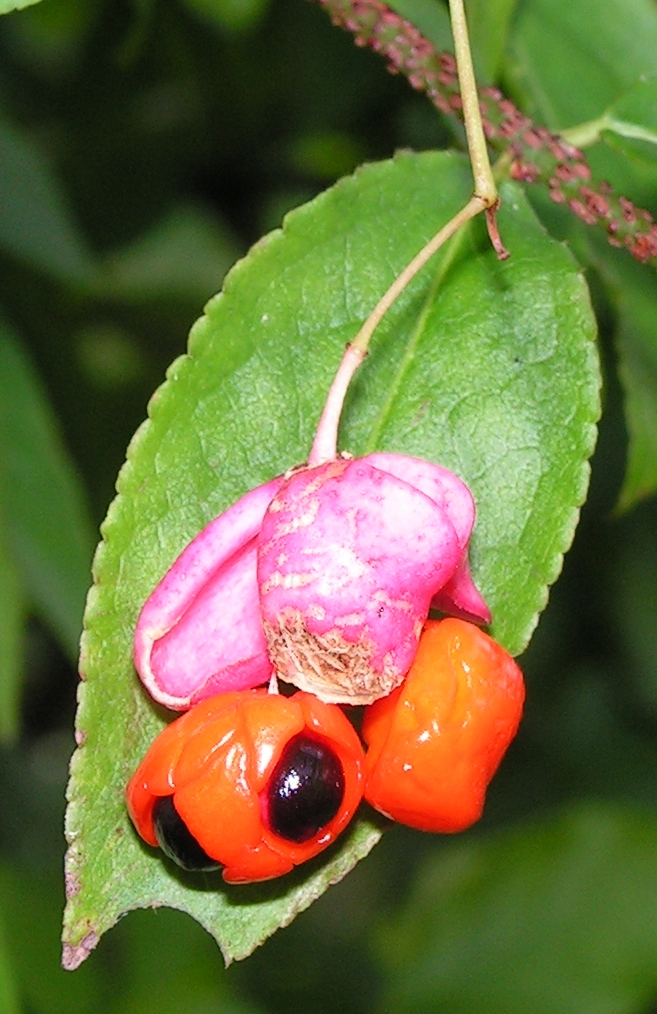
Offene Frucht mit Arillus und Samen

### Vegetative Merkmale
Der Warzen-Spindelstrauch wächst als sommergrüner Strauch und erreicht Wuchshöhen von 2,5 bis zu 3 Metern. Die Rinde der stielrunden Zweige und Äste ist grau-grün bis grau-braun. Charakteristisch und namensgebend sind die korkigen Warzen auf verholzenden Zweigen. Während bei jungen Zweigen die Warzen unregelmäßig verteilt sind, ergeben sich bei älteren Zweigen linienförmige Anordnungen. Noch ältere Äste oder Stämme können auch eine glatte, graue Borke aufweisen.
Die gegenständig an den Zweigen angeordneten Laubblätter sind in Blattstiel und -spreite gegliedert. Der Blattstiel ist selten 2 bis 3 Zentimeter lang, meist sehr kurz bis kaum erkennbar. Die ausgesprochen dünne bis dick pergamentartige, einfache Blattspreite bei einer Länge von 5 bis 7 Zentimetern sowie einer Breite von 2 bis 3 Zentimetern lanzettlich bis elliptisch oder eiförmig-elliptisch, länglich-elliptisch bis rhombisch mit keilförmiger oder spitzzulaufender Basis und stumpfem oder zugespitztem oberen Ende. Der Blattrand ist fein gekerbt oder fein gesägt. Die Blattflächen sind spärlich flaumig behaart. Die fünf bis acht Paare gebogenen Seitennerven verschwinden kurz bevor sie den Blattrand reichen. Das Laub weist, wie auch das des Pfaffenhütchen eine leuchtend rote Herbstfärbung auf.

### Generative Merkmale
Die Blütezeit reicht von Mai bis Juni. Es können 2 bis 4 Zentimeter lange Blütenstandsschäfte vorhanden sein. Je Blattachsel kann eine Blüte vorhanden sein. Der Blattstiel ist 5 bis 10 Millimeter lang.
Die unscheinbaren, zwittrigen Blüten sind vierzählig, weisen einen Durchmesser von 7 bis maximal 10 Millimetern auf mit doppelter Blütenhülle. Die Blüten riechen unangenehm nach nassem Tierfell. Die vier Kelchblätter sind fast rundlich. Die vier Kronblätter sind gelblich-grün oder bleichgrün gefärbt und sehr dicht und fein rot-braun punktiert und sind kreisförmig.
Die Früchte ähneln denen des Pfaffenhütchens (Euonymus europaeus). Die rosafarbenen, braunen oder gelb-braunen bis rot-braunen vierfächrigen Kapselfrüchte sind bei einer Länge von etwa 8 Millimetern sowie einem Durchmesser von etwa 1 Zentimetern halbkugelig und vierkantig. In der Kapselfrucht befindet sich die, von einem dünnen, orangefarbenen Samenmantel (Arillus) teilweise umhüllten Samen. Die schwarzen oder dunkel-braunen Samen sind eiförmig. Die Samen besitzen einen grünen Embryo und hängen an verlängerten Stielchen aus der geöffneten Kapselfrucht heraus.
Die Chromosomenzahl beträgt 2n = 32.

## Vorkommen
Der Warzen-Spindelstrauch kommt in Europa vor, mit einem Vorkommensschwerpunkt in Zentral- und Osteuropa. Im Norden kommt er bis in den europäischen Teil Russlands vor, im Süden bis zur Krim und dem Kaukasusraum sowie Südwestasien und im Osten von Zentral- bis Nordasien vor. Es gibt Fundortangaben für Österreich, Liechtenstein, die Schweiz, Italien, Slowakei, Slowenien, Serbien, Kosovo, Kroatien, Bosnien und Herzegowina, Bulgarien, Tschechien, Albanien, Griechenland, Armenien, Georgien, Ungarn, Moldowien, Montenegro, Rumänien, Polen, Kaliningrad, Lettland, Litauen, Estland, den europäischen Teil Russlands, Abchasien, Aserbaidschan, die Autonome Republik Nachitschewan, die Ukraine, die Krim und die Türkei, Iran, Dagestan, Ciskaukasien und Japan, Korea und die chinesischen Provinzen Gansu, Heilongjiang, Jilin, Liaoning, Ningxia, Qinghai sowie Shaanxi.
In Österreich tritt der Warzen-Spindelstrauch in den Bundesländern Burgenland, Wien, Niederösterreich und Kärnten in der kollinen bis untermontanen Höhenstufe auf. Im pannonischen Gebiet ist der Warzen-Spindelstrauch häufig, sonst zerstreut anzutreffen, im Gebiet der Böhmischen Masse gilt sie als gefährdet. Sie steigt in den südpontischen Gebirgen bis in eine Höhenlage von 1800 Metern auf. Dieser Strauch wächst im Unterholz von Laub- oder Mischwäldern auf nicht zu nassen Böden und ist kalkliebend.

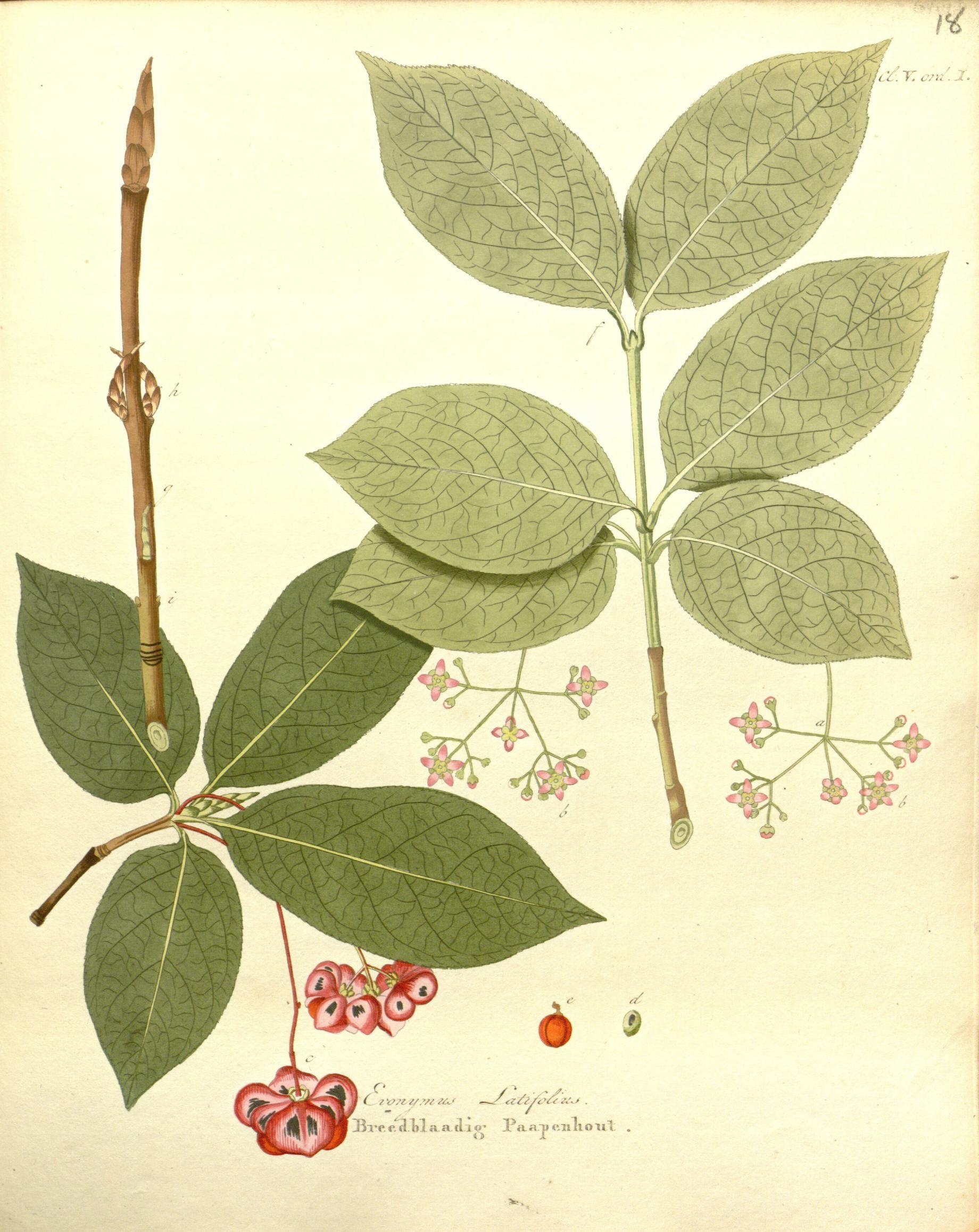
Illustration aus Afbeeldingen der fraaiste, meest uitheemsche boomen en heesters, Tafel 18

## Taxonomie
Die Erstveröffentlichung von Euonymus verrucosus erfolgte 1772 durch Giovanni Antonio Scopoli in Flora Carniolica exhibens plantas Carnioliae indigenas et distributas in classes, genera, species, varietates, ordine Linnaeano. Editio secunda aucta et reformata. 2. Auflage, Tomus I, S. 166. Einige Synonyme für Euonymus verrucosus Scop. sind: Euonymus pauciflorus Maxim., Euonymus pannonicus Scop. ex C.F.Ludw. nom. inval., Euonymus europaeus var. leprosus L. f., Euonymus integerrimus Prokh., Euonymus pauciflorus var. chinensis (Maxim.) Rehder, Euonymus pauciflorus var. japonica Koidz. ex Ohwi, Euonymus voitii Mill., Graebn. & P. Graebn., Euonymus verrucosus var. angustifolius Syr., Euonymus verrucosus var. chinensis Maxim., Euonymus verrucosus var. genuina Syr., Euonymus verrucosus var. pauciflorus (Maxim.) Regel.

## Ökologie
Als Pilz wurde des Ascomycet Microsphaera evonymi auf Euonymus verrucosus festgestellt. Zoocecidien werden von Aphis evonymi und Eriophyes psilonotis erzeugt.